# Campeonato Mundial de Bádminton de 2014
El XXI Campeonato Mundial de Bádminton se celebró en Copenhague (Dinamarca) entre el 25 y el 31 de agosto de 2014 bajo la organización de la Federación Mundial de Bádminton (BWF) y la Federación Danesa de Bádminton.
Las competiciones se realizaron en la Ballerup Super Arena de la capital danesa.

## Medallistas
| Evento               | Oro                                        | Plata                                     | Bronce                                                                          |
| -------------------- | ------------------------------------------ | ----------------------------------------- | ------------------------------------------------------------------------------- |
| Individual masculino | Chen Long China                            | Lee Chong Wei Malasia                     | Viktor Axelsen Dinamarca Tommy Sugiarto Indonesia                               |
| Dobles masculino     | Ko Sung-Hyun Shin Baek-Cheol Corea del Sur | Lee Yong-Dae Yoo Yeon-Seong Corea del Sur | Kim Ki-Jung Kim Sa-Rang Corea del Sur Mathias Boe Carsten Mogensen Dinamarca    |
| Individual femenino  | Carolina Marín · España                    | Li Xuerui China                           | Minatsu Mitani Japón Pusarla Sindhu India                                       |
| Dobles femenino      | Tian Qing Zhao Yunlei China                | Wang Xiaoli Yu Yang China                 | Lee So-Hee Shin Seung-Chan Corea del Sur Reika Kakiiwa Miyuki Maeda Japón       |
| Dobles mixto         | Zhang Nan Zhao Yunlei China                | Xu Chen Ma Jin China                      | Liu Cheng Bao Yixin China Joachim Fischer Nielsen Christinna Pedersen Dinamarca |

1. ↑  Descalificado por caso de dopaje por dexametasona.

## Medallero
| Núm. | País          | Oro | Plata | Bronce | Total |
| ---- | ------------- | --- | ----- | ------ | ----- |
| 1    | China         | 3   | 3     | 1      | 7     |
| 2    | Corea del Sur | 1   | 1     | 2      | 4     |
| 3    | España        | 1   | 0     | 0      | 1     |
| 4    | Dinamarca     | 0   | 0     | 3      | 3     |
| 5    | Japón         | 0   | 0     | 2      | 2     |
| 6    | India         | 0   | 0     | 1      | 1     |
| 6    | Indonesia     | 0   | 0     | 1      | 1     |
|      | TOTAL         | 5   | 4     | 10     | 19    |